# Блем (Ен)
Блем (фр. Blesmes) насеље је и општина у североисточној Француској у региону Пикардија, у департману Ен (Пикардија) која припада префектури Шато Тјери.
По подацима из 2011. године у општини је живело 384 становника, а густина насељености је износила 39,59 становника/km². Општина се простире на површини од 9,7 km². Налази се на средњој надморској висини од 123 метара (максималној 231 m, а минималној 61 m).

## Демографија
| 1962. | 1968. | 1975. | 1982. | 1990. | 1999. | 2011. |
| ----- | ----- | ----- | ----- | ----- | ----- | ----- |
| 218   | 232   | 274   | 352   | 339   | 381   | 384   |

График промене броја становника у току последњих година